# Ляхівщина (Вілейський район)
Ляхівщина  (біл. вёска Ляхаўшчына) — село в складі Вілейського району Мінської області, Білорусь. Село підпорядковане Нарочанській сільській раді, розташоване в північній частині області.